# Chromowanie

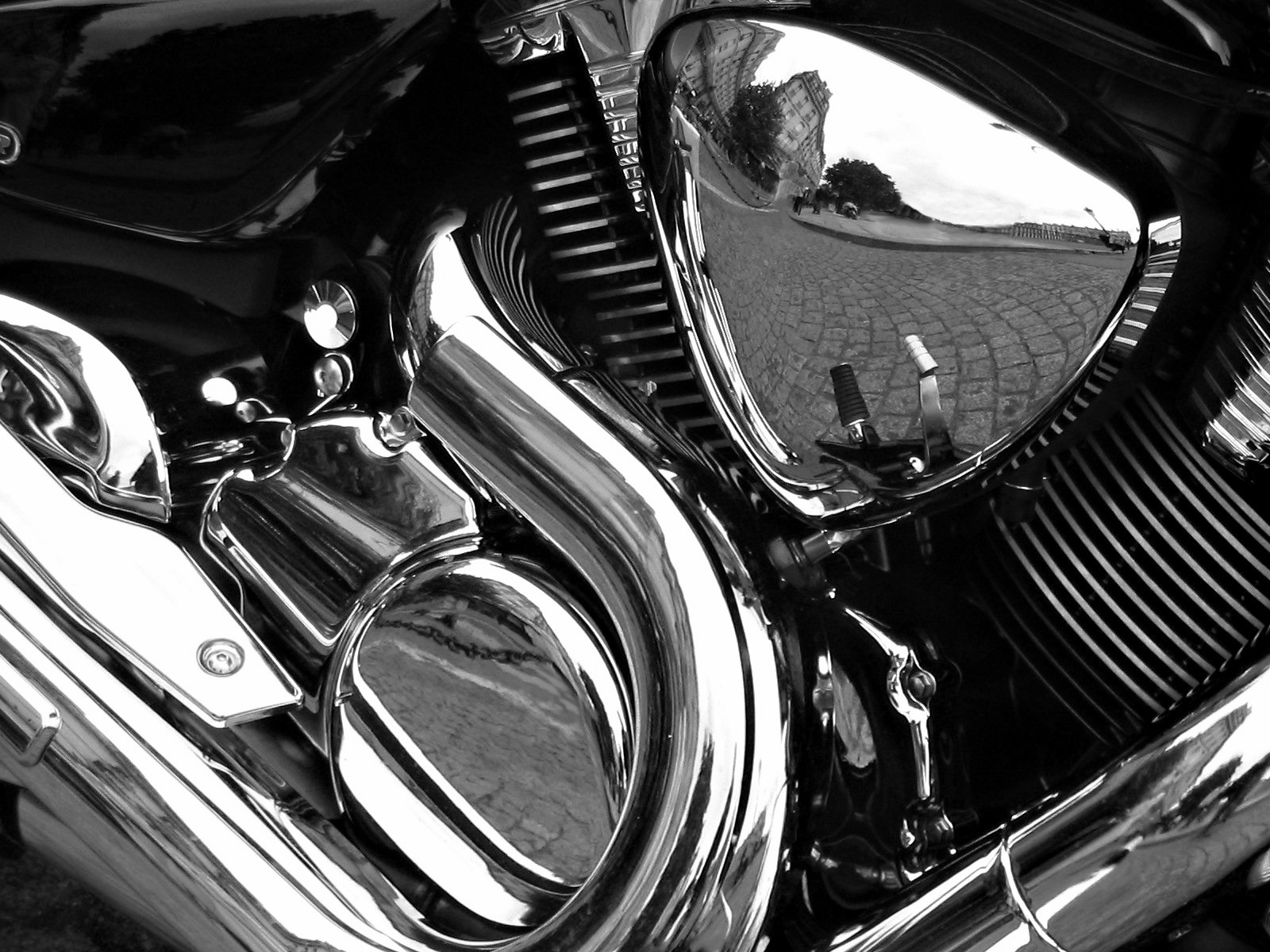
Ozdobne powierzchnie chromowane na motocyklu

Chromowanie – pokrywanie przedmiotów metalowych i z tworzyw sztucznych powłoką chromową. Stosuje się je w celu zwiększenia odporności na zużycie, poprawienia własności termicznych lub dla ozdoby. Wykonuje się je najczęściej metodami elektrolitycznymi, w wannach wypełnionych roztworami soli chromu, podgrzanymi do kilkudziesięciu stopni Celsjusza, w których zanurza się przedmiot przeznaczony do pokrycia chromem.